# Odinia brevitibia
Odinia brevitibia är en tvåvingeart som beskrevs av Shewell 1960. Odinia brevitibia ingår i släktet Odinia och familjen tickflugor. Inga underarter finns listade i Catalogue of Life.